# HD 61227
HD 61227，又名CD-23 5791，SAO 174141、HR 2933，是一颗恒星，视星等为6.37，位于銀經239.15，銀緯-1.26，其B1900.0坐标为赤經7h 33m 3.2s，赤緯-23° -1.26′ 3″。它是肉眼可见的最遥远的恒星。